# IFLYband
iFLY – экспериментальная казахстанская группа, которая исполняет современную электронную музыку с живым звуком и элементами этники.

## История
Группа образована в 2011 году музыкантами альтернативной гитарной команды «Эклектика» и вокалисткой поп-группы «Рахат-Лукум» Ксенией Сухомазовой. С момента основания проект прошел несколько ступеней трансформации, включающей хип-хоп, фанк и рок-н-ролл, и сегодня дает слушателю свою интерпретацию народных песен, сохраняя основной мелодический ряд, дополняя его современной гармонией и электронной аранжировкой. Звучание iFLY мягкое, но экспрессивное благодаря чувственному вокалу. 

## Состав группы
Ксения Сухомазова – вокалистка.
Дмитрий Щеголихин – мультиинструменталист, композитор, аранжировщик.
Ануар Балгимбаев – гитарист (c 2011 по 2022 годы).
Алан Касенов – гитарист (с 2022 года по настоящее время).

## Песни
Среди классических казахских мелодий в современной интерпретации, которые исполняет группа:
• Manmanger (Aqan Seri) в стиле trip-hop с органом и детским хором,
• Qosni Qorlan (Yesstay) – ритмичная хаус-версия известной народной песни,
• Qozimnin Qarasy (Abay),
• Bir bala.
В 2015 году группа выпустила клип на одну из своих композиций – Qosni Qorlan: история клипа рассказана двумя казахстанскими танцорами – солисткой ГАТОБ Асель Кумаровой и Азатом Еркiнбаем, финалистом Red Bull BC1 CA 2012/14.
Другая народная песня Yapyr-Ai в аранжировке iFLY стала саундтреком социального проекта одного из казахстанских банков. 

## Коллаборация с оркестром «Отырар сазы»
В 2017 году группа создала специальную программу с оркестром «Отырар Сазы» имени Нургисы Тлендиева – с академическим фольклорно-этнографическим оркестром, в котором представлено звучание максимального количества казахских национальных инструментов.
iFLY и «Отырар сазы» представили симбиоз казахских народных песен и произведений Нургисы Тлендиева в новом электронно-оркестровом звучании, дополнив основную программу выступлениями солистов оркестра – домбриста Данияра Байжуманова и мультиинструменталистки Гаухар Жумагуловой, а также несколькими композициями скрипачки Джамили Серкебаевой.
В таком составе команда впервые выступила на EXPO в 2017 году в Астане, затем на концерте в Алматы в 2019 году (видео ) и на EXPO в Дубае в 2021 году (видео ).
В 2019 году iFLY и «Отырар сазы» выпустили клип на композицию «Алатау».

## iFLY & «Отырар сазы»: особенности звучания
Специально для выступления написаны партитуры, в которых используются современные, порой авангардные приемы игры и мелодические ходы. В течение концерта у каждого инструмента появляется солирующая партия на переднем плане, что позволяет зрителям ближе познакомиться с тембрами, которых многие ранее не слышали. 
Все народные инструменты снимаются аналоговыми микрофонами, но проходят обработку через цифровой пульт, что помогает гармонично распределить более 60 источников звука по частотам и панораме.
Оригинальна и подача голоса: нежные и плавные вокальные линии с мелодическими украшениями, ярко и эмоционально усиливающимися в кульминациях.  

## Публикации в СМИ
Издание The Steppe назвала этот проект коллаборацией года – за синтез традиций и модерна. 
Газета «Время» назвала коллаборацию iFLY и «Отырар сазы» одним из самых удивительных отечественных проектов. 
«Мы принципиально разные музыканты, и притираться пришлось довольно долго. Как народные исполнители не находятся в логике современной музыки, так и нам непривычно и сложно многое из того, что делают они. Мы постоянно учимся друг у друга», – композитор проекта Дмитрий Щеголихин в интервью газете «Время». 
Вокалистка проекта Ксения Сухомазова в интервью inbusiness.kz назвала коллаборацию миксом стилей, культур, эпох, звуков и чувств:
«С одной стороны, мы стараемся сделать непривычные современному слушателю аспекты народной музыки (переменные музыкальные размеры, нецикличные ритмы, специфическая вокальная подача и т. д.) проще и легче для восприятия (цикличный бит, пульсирующая ритм-секция, мягкий вокал). С другой стороны, мы дополняем эмоциональную и мелодическую основу некоторыми современными ключами восприятия, помогающими прожить чувства композитора сегодня. Что-то вроде того, как в Средневековье люди легко читали и интерпретировали детали картин, а зрителю современности приходится дополнительно вникать в развернутую текстовую аннотацию, чтобы понять изображение. Иногда наша аннотация будет звучать весьма громко, и на переднем плане композиции в фокусе внимания будут то народные инструменты, то вокал, то гитара, то пролеты синтезаторов. А иногда мы будем затихать настолько, чтобы киловатты звука транслировали все грани звучания маленького глиняного саз-сырная на мягкой подкладке из 60 инструментов, играющих пианиссимо».
Участники iFLY в интервью крупному интернет-порталу Tengrinews.kz:
«Мы стараемся подчеркнуть и раскрыть традиционную мелодику с помощью паттернов современной электронной музыки. В гармонии с более чем 60 живыми народными инструментами оркестра звучание получается особенным, насыщенным, мощным и даже авангардным. Такого сочетания в таком масштабе еще не видел никто».